# The Hate U Give : La Haine qu'on donne
Pour plus de détails, voir Fiche technique et Distribution.
The Hate U Give - La Haine qu'on donne (The Hate U Give) est un film américain dramatique réalisé par George Tillman Jr., sorti en 2018. Il s'agit d'une adaptation cinématographique du roman The Hate U Give d'Angie Thomas publié en 2017.

## Synopsis
Starr Carter, 16 ans, vit entre deux mondes très différents : elle vient d'une zone résidentielle pauvre principalement habitée par des Noirs, mais fréquente une école privée pour élèves privilégiés, majoritairement blancs. Quand un jour elle voit son meilleur ami Khalil se faire tuer sous ses yeux sans raison par un policier blanc, tous les efforts qu'elle a fait jusqu'ici pour s'adapter dans ces deux mondes très antagoniques sont réduits à néant. Alors que la pression s'exerce sur elle de toutes parts pour qu'elle garde le silence sur ce qu'elle a vu, Starr est face à un dilemme cruel : se taire pour préserver sa vie, ou défendre les droits de son ami et de sa communauté.

## Deux thèmes
Ce film ayant suscité de nombreuses réactions traite de deux sujets délicats, mais importants « dans une Amérique de plus en plus divisée socialement ».

### Le dualisme
Starr essaie de s'habituer à la vie ardue dans sa communauté tout en s'intégrant à sa nouvelle école privée. En effet, elle vit dans deux mondes complètement différents. Il y a alors deux Starr. Celle « de Garden Heights : sa communauté natale principalement composée d'Afro-Américains et celle de Williamson : sa nouvelle école privée principalement composée de blancs où elle étudie ». La Starr de Williamson « a un côté ghetto ». D’ailleurs, elle n'est plus la même depuis la mort de ses deux meilleurs amis : Natasha et Khalil. Natasha « a été abattue par un membre des gangs de rues, alors que les deux filles n'avaient que 10 ans » tandis que Khalil a été tué injustement par un policier blanc qui pensait qu’il était armé. Starr « connaissait l’identité du meurtrier de Natasha : un secret qu’elle n’a jamais dévoilé à personne, mais après la mort de Khalil, elle décide d'en parler à ses parents avec une part de fierté et de honte ». Concernant la mort de Khalil, Starr « se sentait coupable de sa mort, mais la Starr de Garden Heights doit faire semblant de se montrer forte » puisque la criminalité est très fréquente dans sa communauté natale. Elle « essaie alors d’oublier ces événements et continue plutôt d’être une bonne fille auprès de ses parents ». La Starr de Williamson, qui a un côté beaucoup plus innocent, « fais face à des commentaires désobligeants et ignorants de ces camarades de classe sans s'énerver, de peur de trop faire ghetto ». En effet, Starr « ne laisse pas les étudiants de Williamson découvrir la Starr de Garden Heights et elle ne laisse pas les gens de Garden Heights découvrir la Starr de Williamson ». Rapidement, Starr ne se reconnait plus et doit faire face à des choix difficiles entre ces deux univers, car « elle devient une étrangère de ses deux communautés, alourdie par les pressions et les angoisses que personne d'autre ne comprend », mais elle va devoir « embrasser sa dualité de métisse afro-américaine issue d'un quartier défavorisé, mais à l'éducation privilégiée pour se trouver et pouvoir par ses choix et ses actions, rendre justice à son ami » Khalil.

### Le racisme
Le titre du film « The Hate U Give » fait référence à l'acronyme employé par Tupac : un rappeur américain de style hip-hop et un activiste politique. De plus, « pour transmettre un message, Tupac utilisait des codes qui renfermaient plusieurs significations » comme les quatre premières lettres du film, qui veulent dire « T.H.U.G. » : un acronyme qui signifie « The Hate U Give Little Infants Fucks Everybody». En français : La haine que vous transmettez aux enfants détruit le monde. En effet, ceci est la version longue de T.H.U.G. L.I.F.E. : un terme a pris de l'importance en 1993, lorsque « Tupac s'est joint à d’autres rappeurs américains pour former le groupe Thug life », mais « dans la seconde moitié du 20e siècle, le mot THUG : voyou a pris un sens racial, en particulier pour les noirs vivant dans les communautés urbaines, même s'ils n’avaient pas de comportements criminels » ce qui fait que le sens de T.H.U.G. L.I.F.E. « soit souvent mal interprété comme étant négatif ou criminel ». T.H.U.G. L.I.F.E. est en réalité « un terme utilisé avec fierté pour décrire une personne qui n'avait rien au début de sa vie, mais qui s'est reconstruit une vie pour devenir quelque chose ». Le film fait allusion au racisme dès la première séquence : Starr écoutant son père lui expliquant la manière dont elle doit se comporter si un policier venait l’arrêter sans aucune raison. Le policier blanc « a arrêté la voiture de Khalil dû à sa couleur de peau et lorsqu'il a pris une brosse à cheveux dans la voiture, le policier s'est senti menacé et a tiré en pensant que c'était une arme ». Cette scène « nous montre la réalité à laquelle font souvent face les communautés noires urbaines » surtout aux États-Unis, car « c'est une nouvelle forme puissante de racisme symbolique qui cible les noirs pour leur comportement ordinaire tout en étant noir en même temps. Le policier blanc se sent donc libre de montrer sa dominance ». En effet, la mort de Khalil est un exemple parfait de profilage racial : « une notion apparue aux États-Unis à l'occasion de conflits entre les forces policières et les communautés racialisées». Starr, ayant été témoin de cette scène déchirante « vit ce sentiment difficile que des personnes ayant perdu un ou plusieurs proches morts ressentent» soit « vouloir rester seul ou chercher du réconfort en essayant d'oublier cet événement ». C'est comme cela que le mouvement Black Lives Matter se ressent à travers l'histoire de Starr. En français : « La vie des Noirs compte », qui peut être perçue comme la morale de ce film est « un mouvement apparu le 13 juillet 2013 sur Twitter avec le hashtag #BlackLivesMatter après qu'un Latino-Américain coordonnant la surveillance du voisinage ait tué un adolescent noir non armé en Floride ». Starr a toujours voulu garder « des secrets pour se protéger contre les crimes fréquents dans son quartier », mais la mort de Khalil l'a beaucoup affecté et à travers ses actions, elle va tenter de montrer à quel point la vie de Khalil a été enlevée sans raison. Starr refuse de « rester silencieuse cette fois-ci, car elle ne veut pas que le policier blanc qui a tué Khalil s'en tire aussi facilement ».

## Fiche technique
- Titre original : The Hate U Give
- Titre français : The Hate U Give - La Haine qu'on donne
- Titre québécois : La Haine qu'on donne[13]
- Réalisation : George Tillman Jr.
- Scénario : Audrey Wells, d'après le roman The Hate U Give d'Angie Thomas
- Décors : William Arnold
- Photographie : Mihai Malaimare Jr.
- Montage : Alex Blatt et Craig Hayes
- Musique : Dustin O'Halloran
- Production : Marty Bowen, Wyck Godfrey et Robert Teitel
- Sociétés de production : Fox 2000 Pictures, State Street Pictures et Temple Hill Entertainment
- Société de distribution : 20th Century Fox (États-Unis, France)
- Format : couleur
- Pays d'origine :  États-Unis
- Langue originale : anglais
- Genre : drame
- Durée : 133 minutes
- Dates de sortie[14] :
  -  États-Unis : 19 octobre 2018
  -  France : 23 janvier 2019
- Classification :  Déconseillé aux moins de 12 ans à la télévision

## Distribution
- Amandla Stenberg (VF : Aurélie Konaté ; VQ : Geneviève Bédard) : Starr Carter[15]
- Regina Hall (VF : Annie Milon ; VQ : Marie-Evelyne Lessard) : Lisa Carter, mère de Starr[16]
- Russell Hornsby (VF : Bruno Henry) : Maverick Carter, père de Starr
- Common (VF : Daniel Lobé ; VQ : Patrick Chouinard) : oncle Carlos, frère de Lisa et officier de police[17]
- Lamar Johnson (VF : Simon Koukissa ; VQ : François-Nicolas Dolan) : Seven Carter, demi-frère de Starr[18]
- TJ Wright (VF : Isaac Lobé) : Sekani Carter, petit frère de Starr
- Issa Rae (VF : Géraldine Asselin ; VQ : Camille Cyr-Desmarais) : April Ofrah, une activiste qui aide Starr à trouver sa voix et à prendre la parole[19]
- K.J. Apa (VF : Gauthier Battoue ; VQ : Alexandre Bacon) : Chris, petit-ami de Starr[20]
- Sabrina Carpenter (VF : Lou Dubernat ; VQ : Ludivine Reding) : Hailey, amie de Starr[21]
- Anthony Mackie (VF : Jean-Baptiste Anoumon) : King, un trafiquant de drogue local, le père de Kenya[22]
- Algee Smith (VF : Eilias Changuel) : Khalil Harris, meilleur ami d'enfance de Starr[23]
- Dominique Fishback (VF : Déborah Claude ; VQ : Célia Gouin-Arsenault) : Kenya, demi-sœur de Seven
- Megan Lawless (VF : Kelly Marot) : Maya, amie de Starr
- Tony Vaughn (VF : Eriq Ebouaney) : M. Lewis, propriétaire d'un magasin dans le quartier de Starr
- Drew Starkey (VF : Martin Faliu ; VQ : Louis-Philippe Berthiaume) : Brian MacIntosh, l'officier de police au matricule « 115 » auteur du meurtre de Khalil
- Javon Johnson (VF : Mike Fédée) : la pasteur Eldridge

 Source et légende : version québécoise (VQ) sur Doublage.qc.ca version française sur AlloDoublage

## Utilisation du mot Fuck et classification de la MPAA
George Tillman fait face à la difficulté lors du tournage, s'il veut pouvoir rendre l'authenticité du livre original, de la nécessité d'expliquer le concept du rappeur Tupac Shakur de « T.H.U.G. L.I.F.E. », l'acronyme pour « The Hate You Give Little Infants Fucks Everybody ». Le film étant destiné aux jeunes, pour avoir la permission de le diffuser au public cible de moins de 13 ans, les normes de la classification de la Motion Picture Association of America impliquent de n'utiliser le mot « fuck » que deux fois. Le réalisateur obtient le feu vert avec une seule utilisation du mot, mais en ressent une perte d'authenticité car deux scènes du films requièrent l'utilisation du mot, et il redemande une nouvelle fois la permission. Il obtient la classification moins -13 ans après une réévaluation.

## Accueil

### Critiques
En France la critique est globalement positive.
Pour 20 Minutes il s'agit d'un film « aussi fort que nécessaire ».
Tandis que Télérama met l'accent sur l'actrice principale : « Cette adaptation repose sur l’interprétation à fleur de peau d’Amandla Stenberg ».

#### Représentation de Starr
Plusieurs critiques de presses importantes mettent spécialement l’accent sur la représentation de Starr Carter par Amandla Stenberg. 
Selon 20 minutes, Starr « ressemble à Amandla Stenberg » puisque dans la vie et à l’écran, les deux luttent sur des sujets importants. 
France Info de son côté, souligne que : « l’écriture et l’interprétation remarquable d'Amandla Stenberg, dont les frêles épaules portent le film, sont les meilleurs atouts de The Hate U Give ».
Pour L'Obs, « Amandla Stenberg, 20 ans, est efficace et convaincante. Elle a la grâce et illumine le film», car « le récit aurait pu se réduire à n’être qu’une pub activiste ».
Le Figaro présente la raison pour laquelle George Tillman Jr. a choisi Amandla Stenberg pour incarner le rôle important de Starr Carter « imaginé par Angie Thomas » qui est l’auteure du roman The Hate U Give : « son militantisme et sa manière d’utiliser le cinéma pour faire entendre sa voix et celles des opprimés ont été une immense source d’inspiration. Personne n’était mieux placé qu’elle pour interpréter Starr ».

### Box-office
| Pays ou région    | Box-office      | Date d'arrêt du box-office | Nombre de semaines |
| ----------------- | --------------- | -------------------------- | ------------------ |
| États-Unis Canada | 29 719 483 $    | 21 février 2019            | 15                 |
| France            | 207 574 entrées | 20 février 2019            | 4                  |
| Total mondial     | 34 934 009 $    | -                          | -                  |